# Rheocricotopus conflusirus
Rheocricotopus conflusirus är en tvåvingeart som beskrevs av Ole Anton Saether 1985. Rheocricotopus conflusirus ingår i släktet Rheocricotopus och familjen fjädermyggor. Inga underarter finns listade i Catalogue of Life.